# Jamaica-Van Wyck (Archer Avenue Line)
Jamaica-Van Wyck is een station van de metro van New York aan de Archer Avenue Line in Queens. Het station is geopend in 1988. Lijn  maakt gebruik van dit station.
 ·  ·  ·  ·  ·  ·  ·  ·  · 